# Деснянка

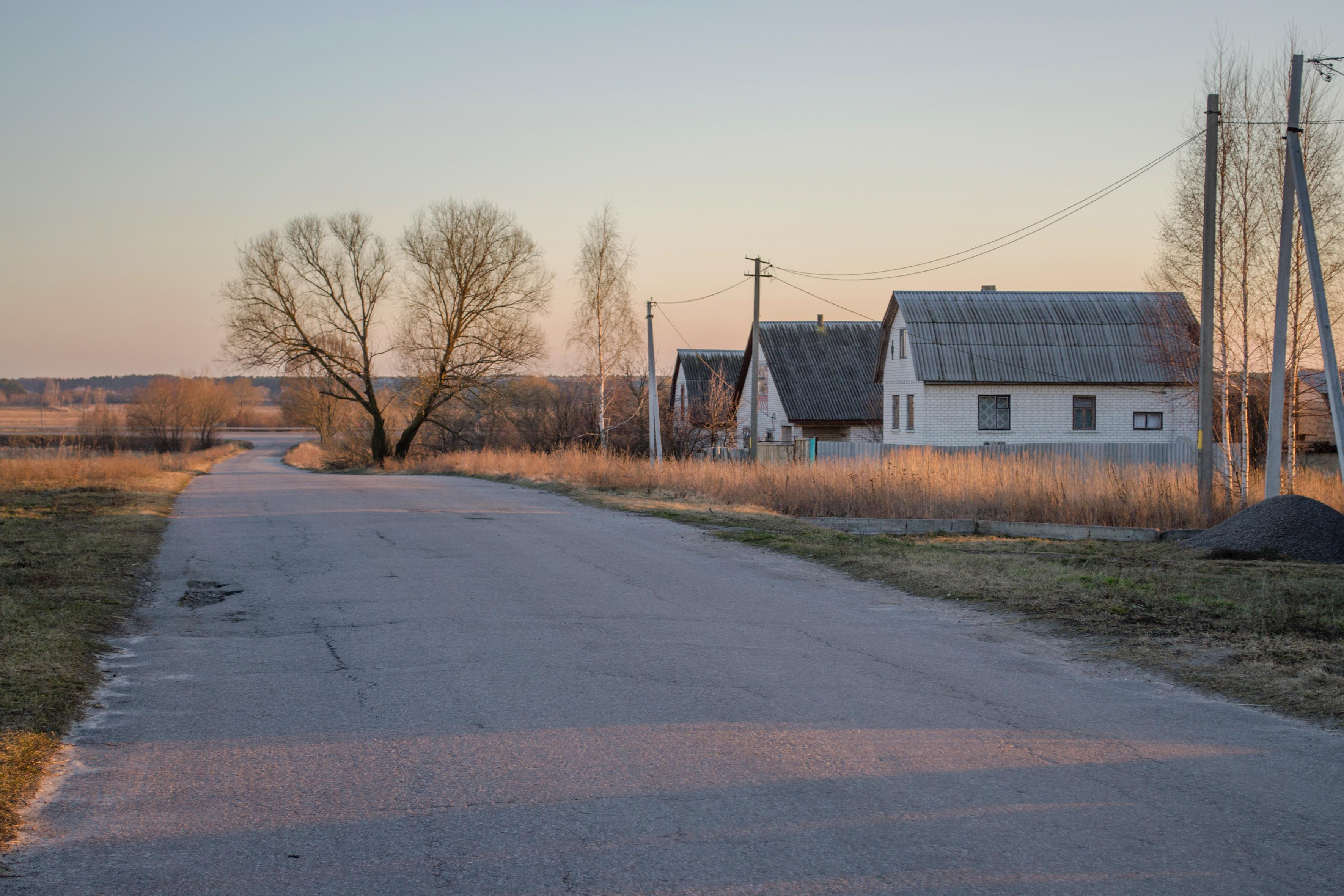
На улице села

Десня́нка (укр. Десня́нка) — село Черниговского района Черниговской области Украины. Население 376 человек.
Код КОАТУУ: 7425585502. Почтовый индекс: 14039. Телефонный код: +380 462.

## География
Возле села лесной массив (доминирование сосны), в нём  севернее находится  озеро Купистое.

## История
Указом ПВС УССР от 10.06.1946 г. село Сядричи переименовано в Деснянку.

## Власть
Орган местного самоуправления — Новобелоусский сельский совет. Почтовый адрес: 15501, Черниговская обл., Черниговский р-н, с. Новый Белоус, ул. Свиридовского, 54.

## Галерея

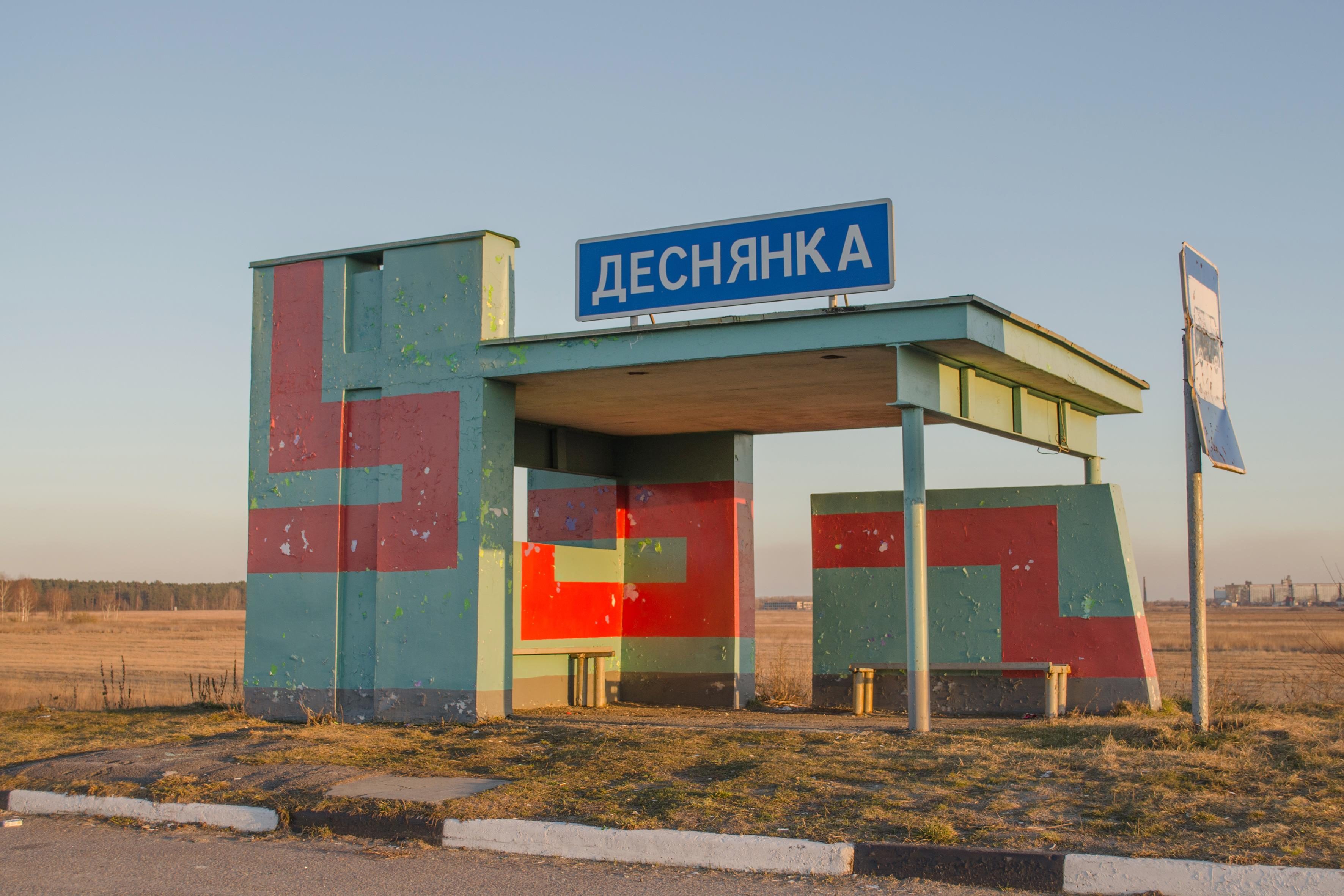
Автобусная остановка
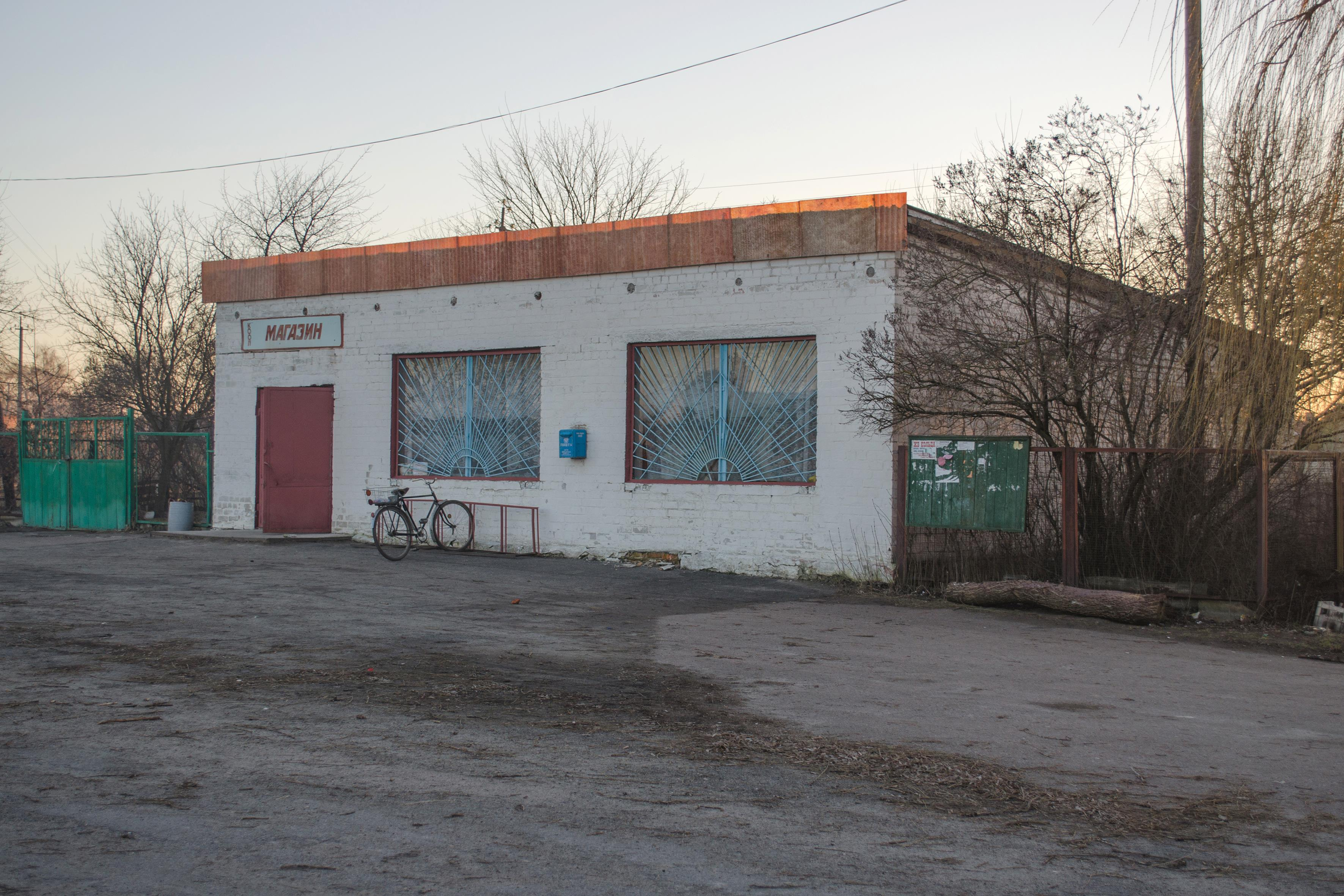
Магазин
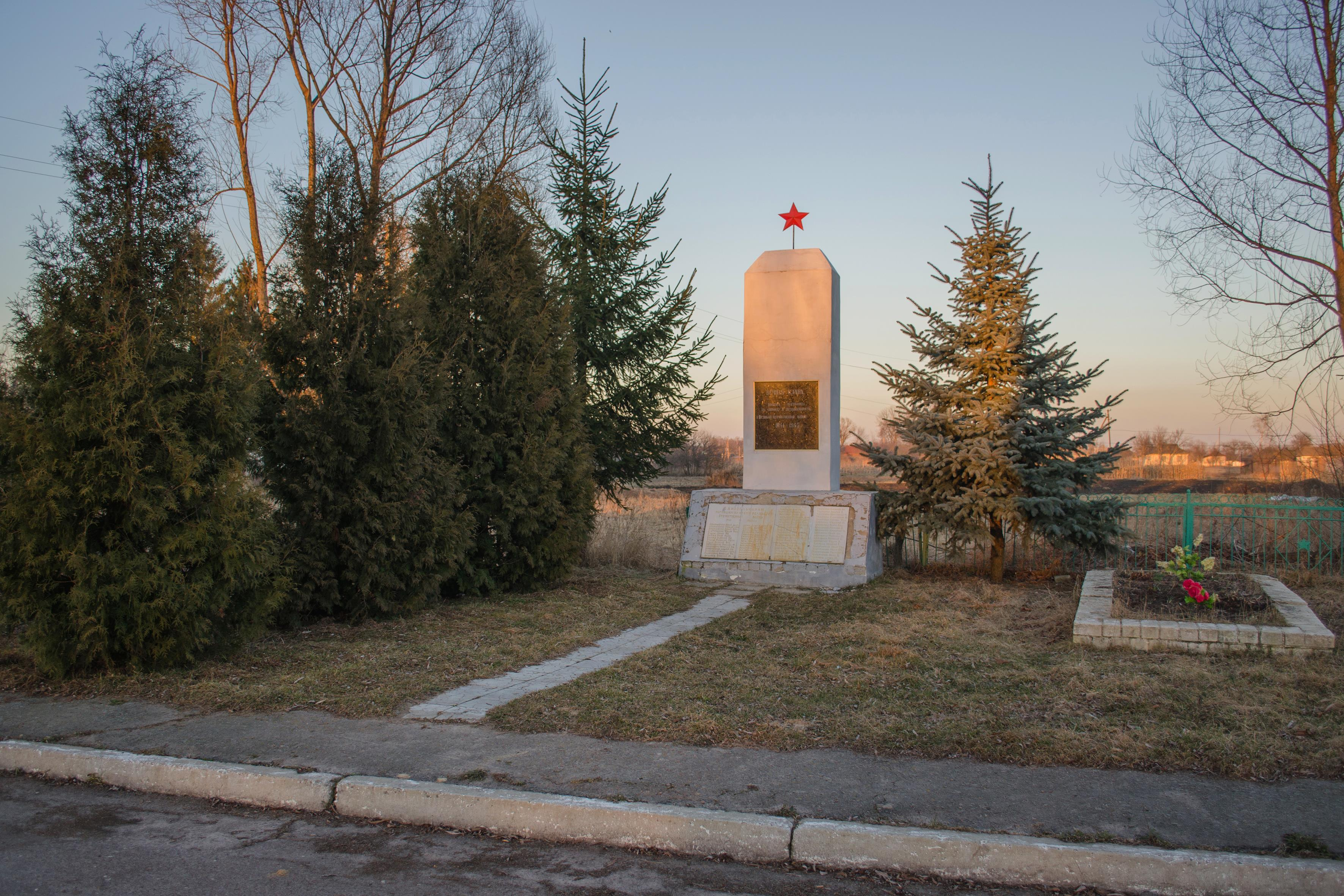
Памятник Великой Отечественной войны
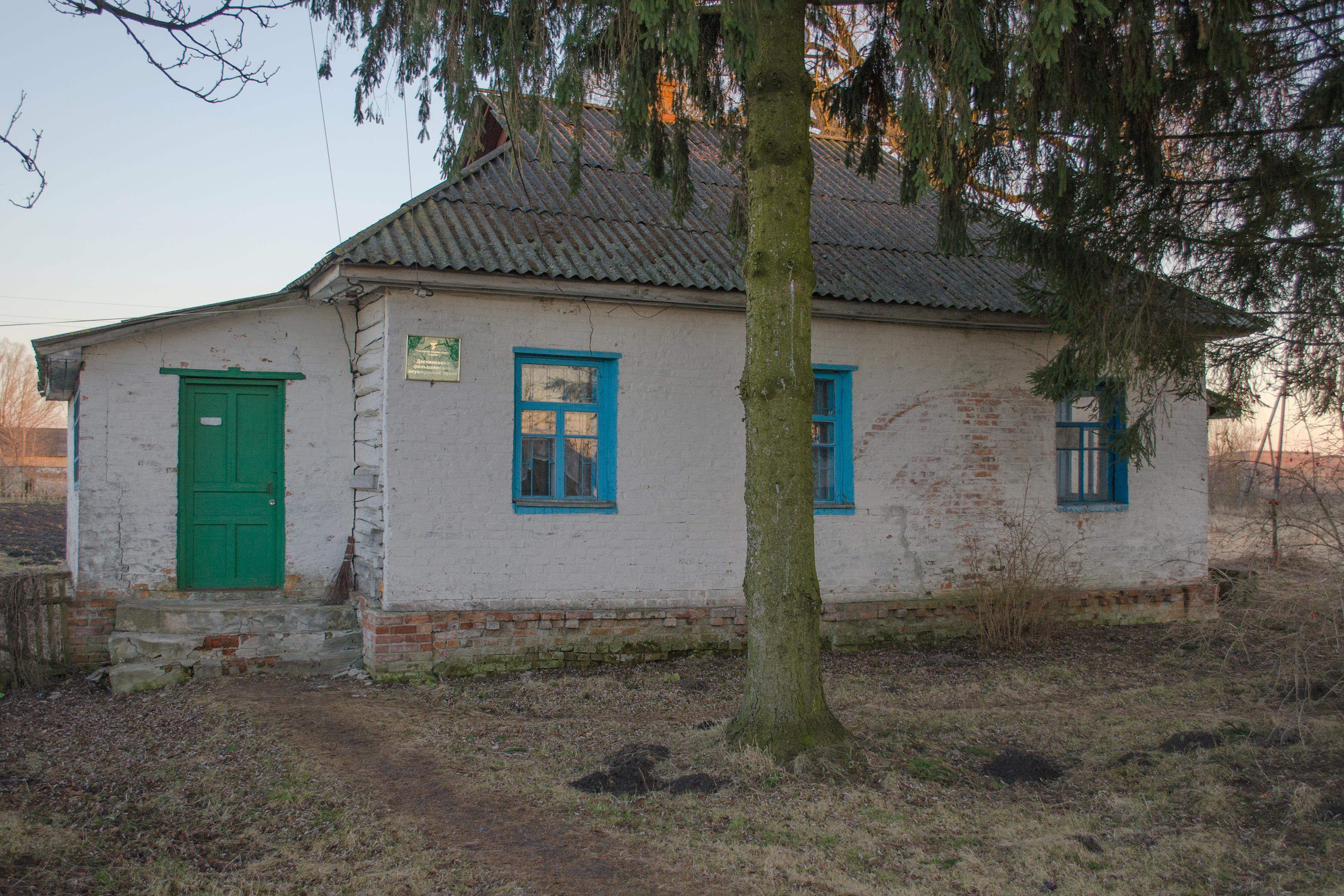
Фельдшерско-акушерский пункт
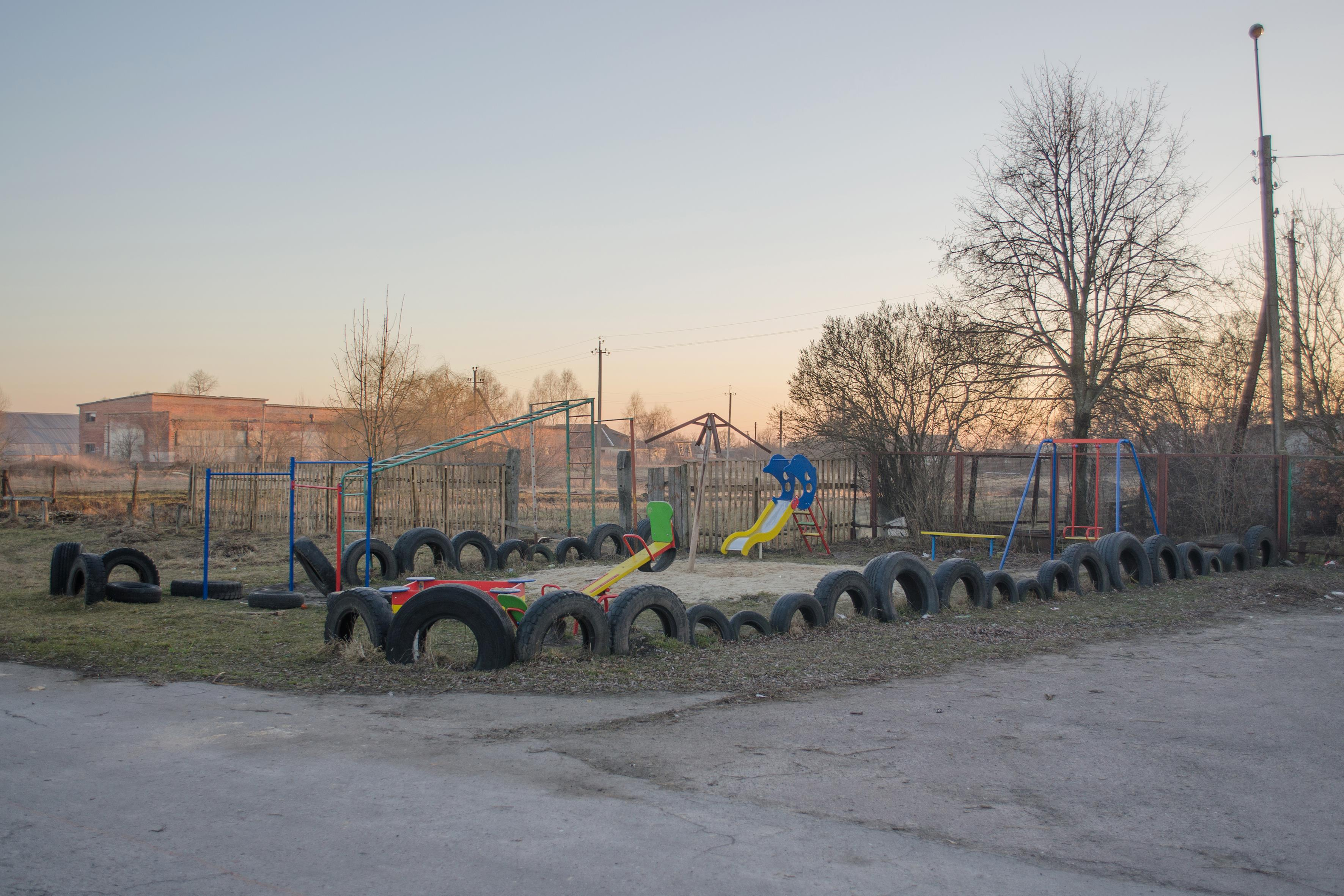
Детская площадка
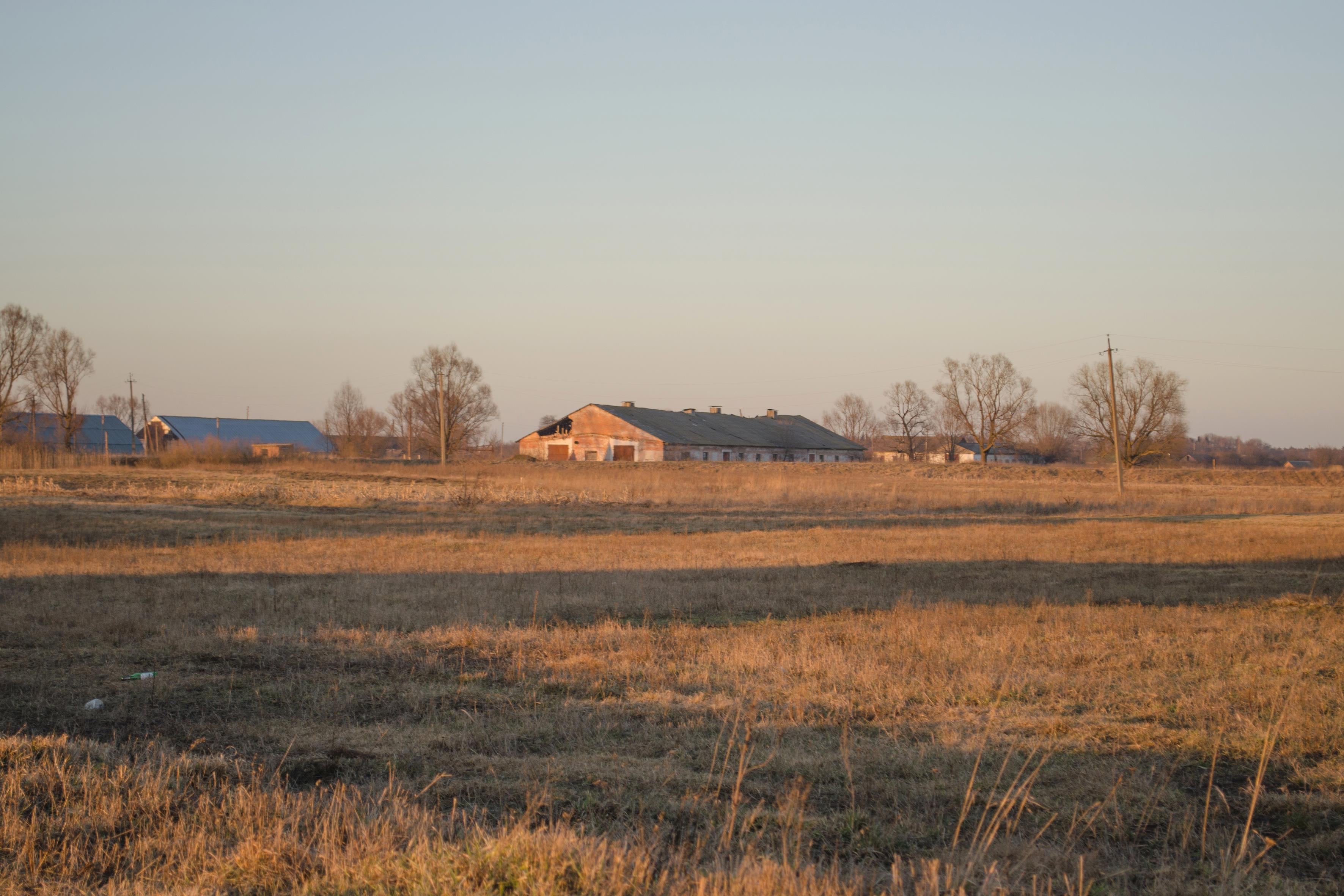
Ферма
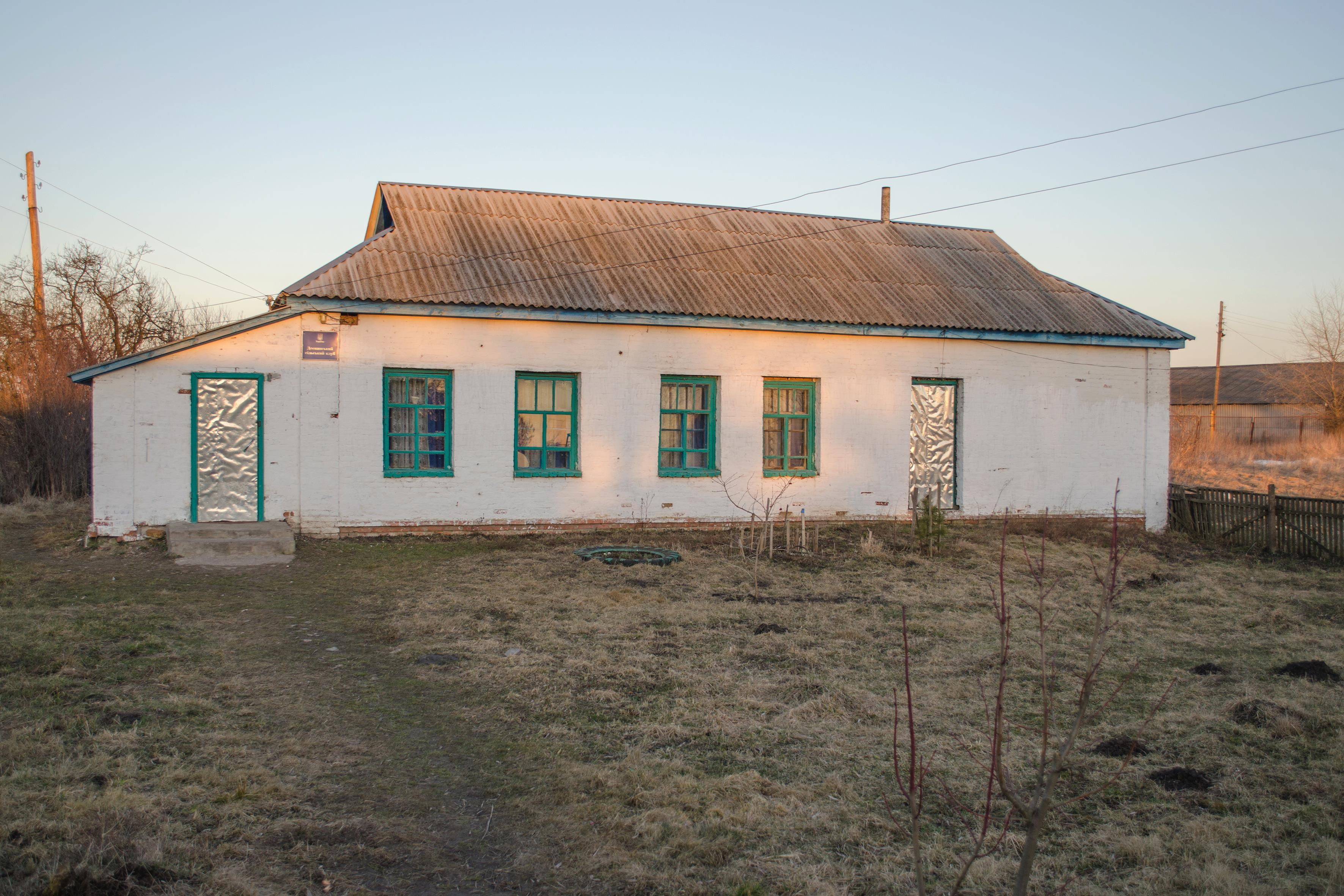
Сельский клуб
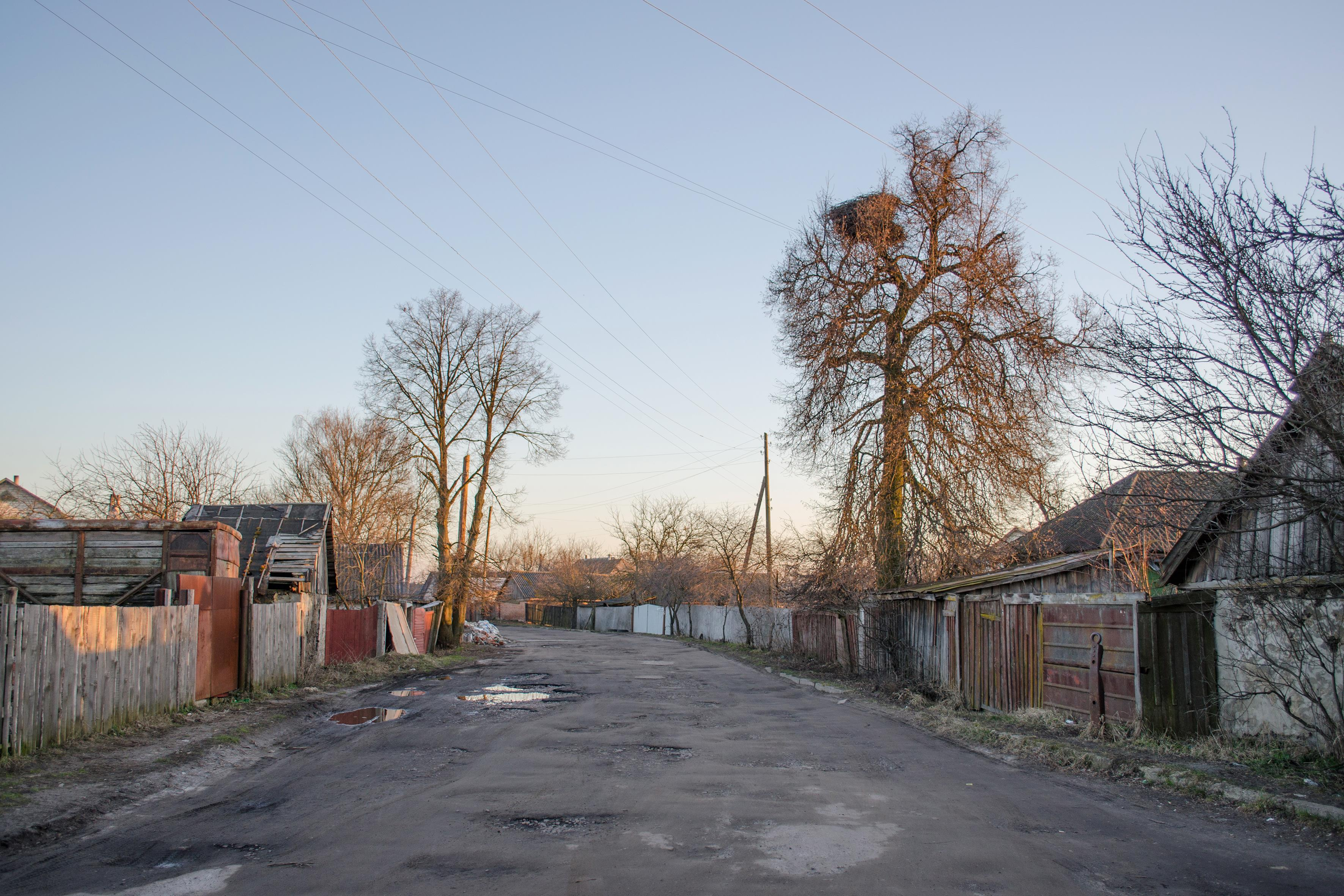
Сельская улица